# Rádio Educadora (Bragança)
Rádio Educadora é uma emissora de rádio brasileira sediada em Bragança (Pará). Opera no dial FM 93.7 MHz e OT 4825 kHz, e é afiliada à Rede Católica de Rádio. Pertence à Fundação Educadora de Comunicação, vinculada à Diocese de Bragança do Pará. Seus estúdios e parque de transmissão estão localizados na sede da fundação, na Praça das Bandeiras, no centro da cidade.

## História
A emissora entrou no ar em 12 de novembro de 1960. Comandada inicialmente pela diocese da cidade, surgiu como parte de um plano do Sistema Educativo Radiofônico de Bragança para desenvolver atividades educacionais a distância, ajudando a reduzir as desigualdades sociais da região. Tal ideia impulsionou a criação da rádio em parceria com o SERB, responsável pela elaboração e coordenação do projeto.
Sua potente onda tropical é ouvida em quase todos os estados do Norte e do Nordeste. Desde sempre, a Educadora tem sido uma importante aliada na formaçao social da população bragantina. Sua programação permite que o ouvinte reflita sobre temas atuais. Fora da cidade de Belém, é uma das rádios mais ouvidas do Pará.
Em 2020, a única AM de Bragança recebeu autorização da Anatel para migrar pro FM 93.7 e assim, foi instalado em outubro, o novo sistema irradiante na mesma torre da Educadora FM 106.7. Com isso, em maio de 2021, a emissora migrou para a nova faixa até o momento com sua programação atual.